# Рождественское (Рязанская область)
Рождественское — село в Александро-Невском районе Рязанской области, входит в состав Каширинского сельского поселения.

## Географическое положение
Село расположено на берегу реки Хупта в 9 км на северо-восток от центра поселения посёлка Каширин и в 11 км на северо-восток от райцентра посёлка Александро-Невский.

## История
Село сменило название Лопухи на Рождественское, по названию церкви. Иногда село именуетя Рождественские Гаи — гай означает «маленький островок леса»; он находится у села.
Церковь Рождества Господа Бога и Спаса нашего Иисуса Христа упоминается в окладных книгах 1676 года. В 1734 году была построена новая Христорождественская церковь. Каменная Церковь Рождества Христова с колокольней построена в 1882 году тщанием прихожан, особенно коллежской советницы Вассы Феодоровой Лопухиной и разных благотворителей.
В XIX — начале XX века село входило в состав Богородицкой волости Ряжского уезда Рязанской губернии. В 1906 году в селе было 44 двора.
С 1929 года село являлось центром Крещено-Гаевского сельсовета Новодеревенского района Рязанского округа Московской области, с 1937 года — в составе Спешневского сельсовета Рязанской области, с 2005 года — в составе Каширинского сельского поселения.
В 2001 году постановлением правительства РФ село Лопухи переименовано в Рождественское.

## Население
| 1859 | 1906 | 2010 | 2023 |
| ---- | ---- | ---- | ---- |
| 1140 | ↘901 | ↘3   | ↘0   |

## Достопримечательности
В селе расположена действующая Христорождественская церковь (1882).